# 耳の中へ
『耳の中へ』（みみのなかへ）は、イヤホンズの1枚目のシングルである。2015年6月18日に発売された。発売元はEVIL LINE RECORDS。

## 概要
イヤホンズのデビューシングル。表題曲は、漫画『それが声優!』のイメージソング及び、イヤホンズのメンバー達が主演を務めた同漫画のテレビアニメ版の挿入歌・第6話ED主題歌にタイアップされている。
この曲は元々、同作に登場する同名の架空のユニット「イヤホンズ」のデビュー作として題名のみが登場していた曲であり、同漫画がテレビアニメ化にあたって改めて詞と曲が用意された後、テレビアニメの販売促進のため、漫画版のイメージソングとしてリリースされた。そのため本曲の作詞者は『それが声優!』の原作者であるあさのますみである。
なお、シングルCDは全国のアニメイト店舗、およびゲーマーズ店舗での限定販売となっている。
2020年7月22日発売の3rdアルバム『Theory of evolution』にて、月蝕會議により大幅にアレンジが加えられた「耳の中へ!!!」が収録され、同年6月18日に各配信サービスで先行配信が開始された。さらに【初回限定 進化の過程盤】のみ同梱の『進化の過程CD』には原曲が収録される。

## 収録曲
1. 耳の中へ (3:37)
  - 作詞：あさのますみ／作曲・編曲：ヤマモトショウ
2. 耳の中へ (off vocal ver.)

## 収録アルバム
- MIRACLE MYSTERY TOUR（#1）
- 6/18 イヤホンズ一周年記念LIVE東京声優朝焼物語セットリスト（#1）
- Theory of evolution（#1のアレンジバージョン[1]）